# Věra Suková
Ne pas confondre avec Helena Suková, sa fille également joueuse de tennis.
Věra Pužejová Suková (née le 13 juin 1931 à Uherské Hradiště - 13 mai 1982 à Prague) est une joueuse de tennis tchécoslovaque des années 1950 et 1960.
Elle a notamment atteint la finale de Wimbledon en simple dames en 1962 (défaite contre Karen Susman).
En 1975, elle est capitaine de l'équipe tchécoslovaque victorieuse en finale de la Coupe de la Fédération contre l'Australie.
Ses deux enfants, Cyril Suk et surtout Helena Suková, sont devenus des joueurs de tennis professionnels à succès dans les années 1980 et 1990.

## Palmarès (partiel)

### Finale en simple dames
| No | Date       | Nom et lieu du tournoi       | Catégorie | Surface      | Vainqueure   | Score    |          |
| -- | ---------- | ---------------------------- | --------- | ------------ | ------------ | -------- | -------- |
| 1  | 25-06-1962 | The Championships, Wimbledon | G. Chelem | Gazon (ext.) | Karen Susman | 6-4, 6-4 | Parcours |

### Finale en double dames
| No | Date       | Nom et lieu du tournoi                | Catégorie | Surface      | Vainqueures              | Partenaire          | Score    |          |
| -- | ---------- | ------------------------------------- | --------- | ------------ | ------------------------ | ------------------- | -------- | -------- |
| 1  | 15-04-1963 | Trophée Raquette d'Or Aix-en-Provence |           | Terre (ext.) | Jan Lehane Lesley Turner | Christiane Mercelis | 6-3, 6-4 | Parcours |

### Titre en double mixte
| No | Date       | Nom et lieu du tournoi         | Catégorie | Surface      | Partenaire    | Finalistes             | Score    |          |
| -- | ---------- | ------------------------------ | --------- | ------------ | ------------- | ---------------------- | -------- | -------- |
| 1  | 20-05-1957 | Internationaux de France Paris | G. Chelem | Terre (ext.) | Jiří Javorský | Edda Buding Luis Ayala | 6-3, 6-3 | Parcours |

### Finale en double mixte
| No | Date       | Nom et lieu du tournoi         | Catégorie | Surface      | Vainqueures            | Partenaire    | Score         |          |
| -- | ---------- | ------------------------------ | --------- | ------------ | ---------------------- | ------------- | ------------- | -------- |
| 1  | 15-05-1961 | Internationaux de France Paris | G. Chelem | Terre (ext.) | Darlene Hard Rod Laver | Jiří Javorský | 6-0, 2-6, 6-3 | Parcours |

## Parcours en Grand Chelem (partiel)

### En simple dames
| Année | Championnat d'Australie | Championnat d'Australie | Internationaux de France | Internationaux de France | Wimbledon      | Wimbledon        | US National   | US National  |
| ----- | ----------------------- | ----------------------- | ------------------------ | ------------------------ | -------------- | ---------------- | ------------- | ------------ |
| 1956  | -                       | -                       | 2e tour (1/16)           | Althea Gibson            | 4e tour (1/8)  | Pat Ward         | -             | -            |
| 1957  | -                       | -                       | 1/2 finale               | Shirley Bloomer          | 3e tour (1/16) | Sheila Armstrong | -             | -            |
| 1958  | -                       | -                       | 3e tour (1/8)            | Maria Bueno              | -              | -                | -             | -            |
| 1959  | -                       | -                       | 1/4 de finale            | Zsuzsa Körmöczy          | 3e tour (1/16) | Pat Hird         | -             | -            |
| 1960  | -                       | -                       | 1/4 de finale            | Sandra Reynolds          | 4e tour (1/8)  | Christine Truman | -             | -            |
| 1961  | -                       | -                       | 4e tour (1/8)            | Christine Truman         | 1/4 de finale  | Angela Mortimer  | -             | -            |
| 1962  | -                       | -                       | 3e tour (1/16)           | Lesley Turner            | Finale         | Karen Susman     | 1/4 de finale | Darlene Hard |
| 1963  | -                       | -                       | 1/2 finale               | Ann Haydon-Jones         | 3e tour (1/16) | Donna Floyd      | 4e tour (1/8) | Nancy Richey |
| 1964  | -                       | -                       | 1/4 de finale            | Margaret Smith           | 2e tour (1/32) | Deidre Catt      | -             | -            |

À droite du résultat, l’ultime adversaire.

### En double dames
| Année | Championnat d'Australie | Championnat d'Australie | Internationaux de France    | Internationaux de France    | Wimbledon                   | Wimbledon                   | US National | US National |
| ----- | ----------------------- | ----------------------- | --------------------------- | --------------------------- | --------------------------- | --------------------------- | ----------- | ----------- |
| 1956  | -                       | -                       | 1/2 finale J. Amouretti     | Angela Buxton Althea Gibson | 1er tour (1/32) A. Winther  | Angela Buxton Althea Gibson | -           | -           |
| 1957  | -                       | -                       | 1/2 finale Erika Obst       | S. Bloomer Darlene Hard     | 1/4 de finale Erika Obst    | S. Reynolds R. Schuurman    | -           | -           |
| 1959  | -                       | -                       | 3e tour (1/8) Pat Ward      | Norma Marsh G. Thomas       | 3e tour (1/8) Pat Ward      | Yola Ramírez Rosie Reyes    | -           | -           |
| 1960  | -                       | -                       | 1/4 de finale Ilse Buding   | Mary Bevis Jan Lehane       | 1/4 de finale Edda Buding   | Maria Bueno Darlene Hard    | -           | -           |
| 1961  | -                       | -                       | 3e tour (1/8) M. Hellyer    | Margaret Hunt L. Hutchings  | 2e tour (1/16) M. Hellyer   | Jan Lehane M. Smith         | -           | -           |
| 1962  | -                       | -                       | 1er tour (1/32) A. Palmeova | de la Courtie F. Dürr       | 2e tour (1/16) Z. Körmöczy  | Donna Floyd Judy Tegart     | -           | -           |
| 1963  | -                       | -                       | 1/4 de finale Norma Baylon  | Margaret Hunt A. Van Zyl    | 2e tour (1/16) Norma Baylon | C. Jaster N. Turner         | -           | -           |
| 1964  | -                       | -                       | 1/4 de finale V. Kodesova   | M. Smith Lesley Turner      | 1/4 de finale V. Kodesova   | M. Smith Lesley Turner      | -           | -           |

Sous le résultat, la partenaire ; à droite, l’ultime équipe adverse.

### En double mixte
| Année | Championnat d'Australie | Championnat d'Australie | Internationaux de France     | Internationaux de France   | Wimbledon                    | Wimbledon                 | US National | US National |
| ----- | ----------------------- | ----------------------- | ---------------------------- | -------------------------- | ---------------------------- | ------------------------- | ----------- | ----------- |
| 1956  | -                       | -                       | 2e tour (1/16) Jiří Javorský | Althea Gibson Tony Vincent | -                            | -                         | -           | -           |
| 1957  | -                       | -                       | Victoire Jiří Javorský       | Edda Buding Luis Ayala     | -                            | -                         | -           | -           |
| 1958  | -                       | -                       | 2e tour (1/16) Jiří Javorský | Ruia Morrison Lew Gerrard  | -                            | -                         | -           | -           |
| 1959  | -                       | -                       | 1/4 de finale Jiří Javorský  | Karol Fageros Bob Hewitt   | -                            | -                         | -           | -           |
| 1960  | -                       | -                       | 1/4 de finale Jiří Javorský  | Lea Pericoli A. Palafox    | 1/2 finale Jiří Javorský     | Maria Bueno Robert Howe   | -           | -           |
| 1961  | -                       | -                       | Finale Jiří Javorský         | Darlene Hard Rod Laver     | 1/2 finale Jiří Javorský     | Lesley Turner Fred Stolle | -           | -           |
| 1962  | -                       | -                       | 3e tour (1/8) Jiří Javorský  | Rosie Darmon Pierre Darmon | 1/4 de finale Jiří Javorský  | Ann Haydon D. Ralston     | -           | -           |
| 1963  | -                       | -                       | 3e tour (1/8) Jiří Javorský  | Margaret Hunt C. Drysdale  | 2e tour (1/32) Roger Taylor  | Pia Balling Carl Hedelund | -           | -           |
| 1964  | -                       | -                       | 1/4 de finale Robert Howe    | M. Smith Ken Fletcher      | 2e tour (1/32) Jiří Javorský | A. Van Zyl Ray Weedon     | -           | -           |

Sous le résultat, le partenaire ; à droite, l’ultime équipe adverse.

## Parcours en Coupe de la Fédération
| #                                                                           | Date       | Lieu    | Surface      | Gagnante(s)                   | Perdante(s)                  | Score         |          |
|                                                                             |            |         |              |                               |                              |               |          |
| 1963 - 1er tour (groupe mondial) - Afrique du Sud - Tchécoslovaquie - 2 : 1 |            |         |              |                               |                              |               |          |
| 1                                                                           | 17/06/1963 | Londres | Herbe (ext.) | Věra Suková                   | Renee Schuurman              | 6-3, 2-6, 8-6 | Parcours |
| 1                                                                           | 17/06/1963 | Londres | Herbe (ext.) | Margaret Hunt Renee Schuurman | Marketa Prochova Věra Suková | 6-3, 6-2      | Parcours |